# 埃里克·里德
埃里克·里德（英語：Eric Ridder，1918年7月1日—1996年7月23日），生于纽约州，美国前男子帆船运动员。他曾代表美国参加1952年夏季奥林匹克运动会帆船比赛，获得一枚金牌。